# Wixon Valley
Wixon Valley város az USA Texas államában, Brazos megyében. Lakosainak száma 228 fő (2020. április 1.).

## Népesség
A település népességének változása:

| 2010 | 254 |
| 2020 | 228 |